# Granges (Svizzera)
Granges (toponimo francese, ufficialmente Granges (Veveyse)) è un comune svizzero di 867 abitanti del Canton Friburgo, nel distretto della Veveyse.

## Monumenti e luoghi d'interesse

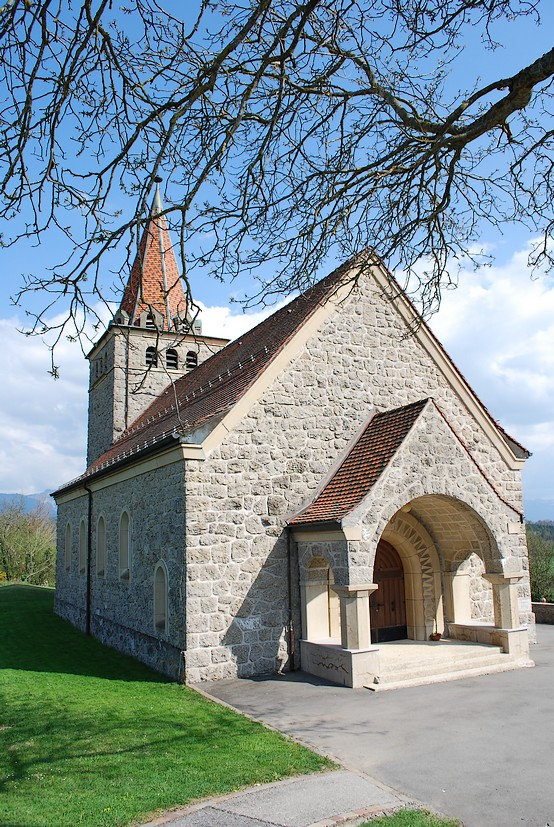
La cappella cattolica di San Nicola

- Cappella cattolica di San Nicola, ricostruita nel 1933[1].

## Società

### Evoluzione demografica
L'evoluzione demografica è riportata nella seguente tabella:
Abitanti censiti

## Infrastrutture e trasporti
Granges è servito dall'omonima stazione sulla ferrovia Palézieux-Montbovon.

## Amministrazione
Ogni famiglia originaria del luogo fa parte del comune patriziale che ha la responsabilità della manutenzione di ogni bene comune.